# Simon Pietersz Verelst

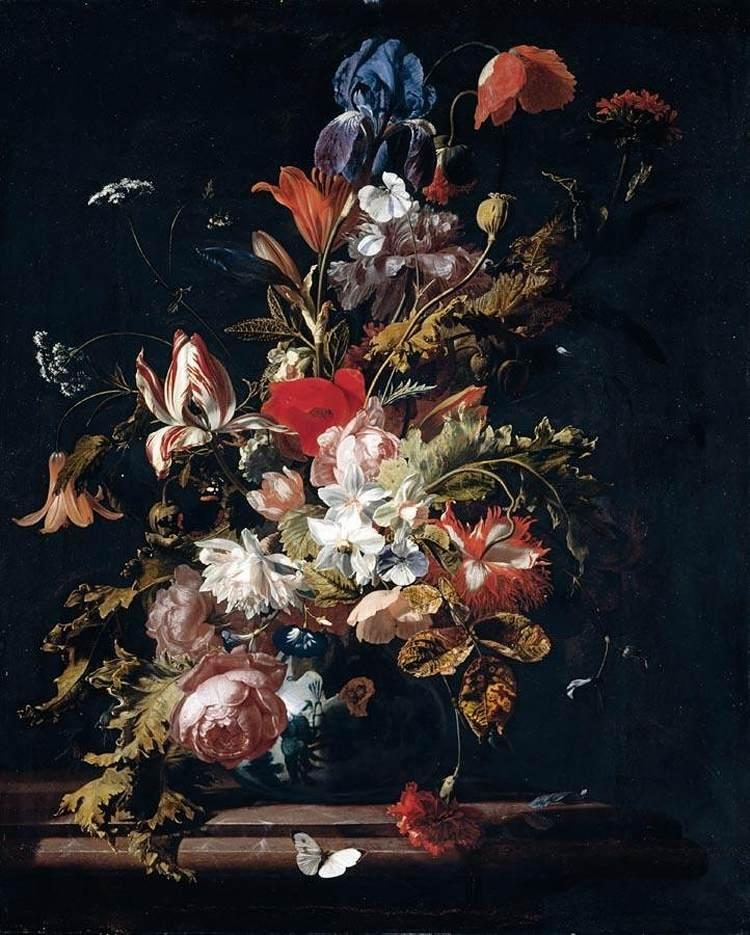
Bodegón de flores

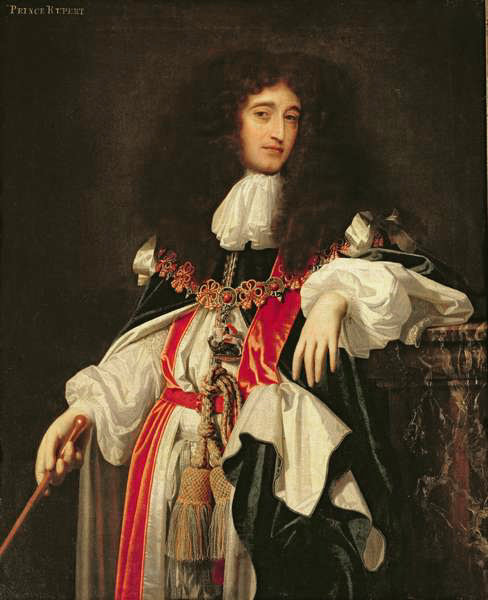
El Príncipe Rupert del Rin

Simon Pietersz Verelst (1644 – 1721) fue un pintor de la Edad de Oro holandesa. Es conocido por sus destacadas pinturas de bodegones de ramos de flores y frutas.

## Trayectoria
Verelst nació en La Haya. Era hijo de Pieter Harmensz Verelst y se convirtió en alumno de la Cofradía Pictura al mismo tiempo que su hermano Herman en 1663. En 1668 se trasladó a Londres y el 11 de abril de 1669 se reunió con Samuel Pepys. Sus elegantes retratos se hicieron populares durante un tiempo durante la década de 1670 entre los círculos de la corte. Pintó este retrato del príncipe Rupert, hijo de Federico V, el conde Palatino y Elizabeth Stuart. Parece que Verelst comenzó a sufrir episodios de locura, lo que se reflejó en un retrato con flores a escala gigantesca, que autodenominó "El Dios de las Flores". En 1709, según Weyerman, vivía en el Strand, en Londres, en casa del marchante de arte William Lovejoy, que lo tenía encerrado por sus ataques de agresión desenfrenada.

## Galería

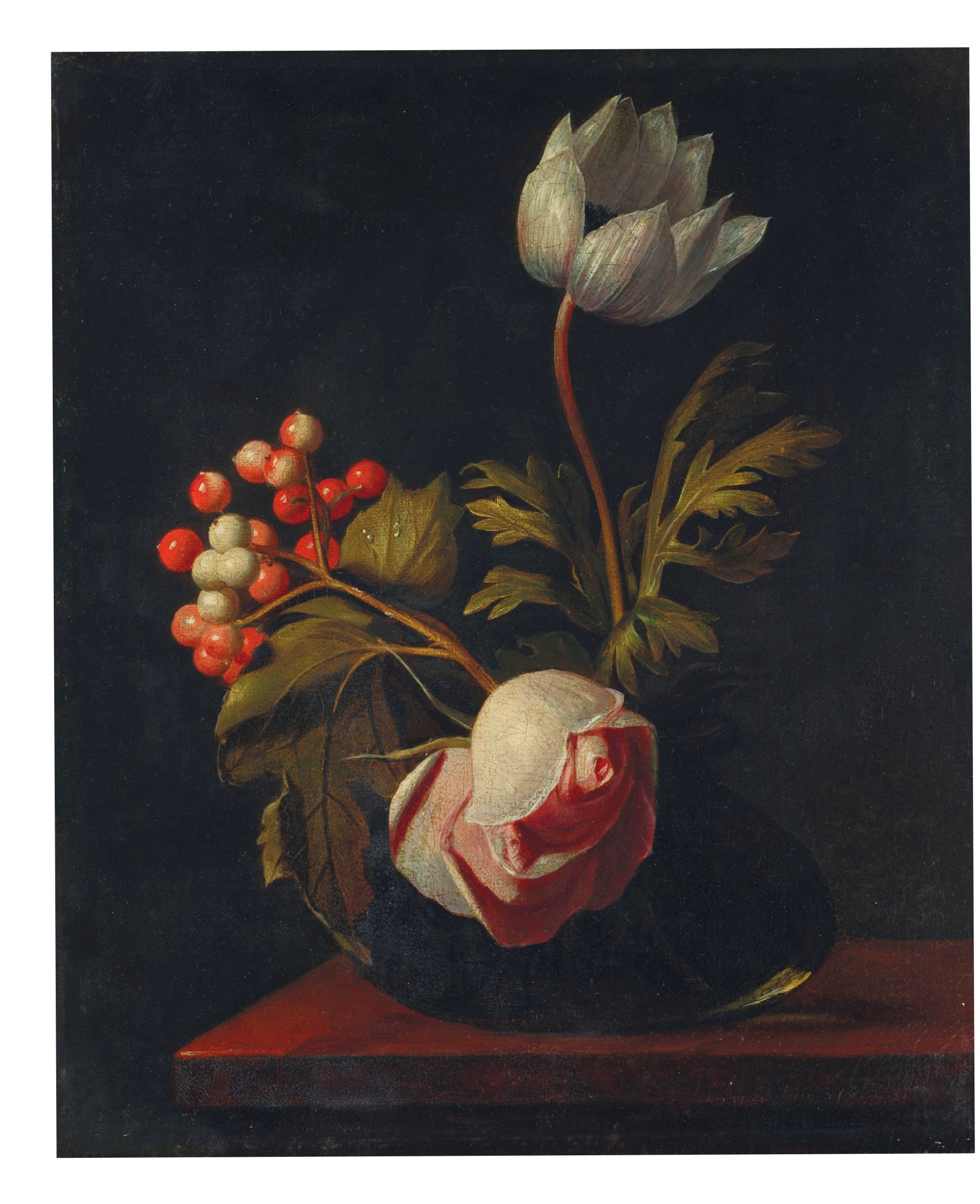
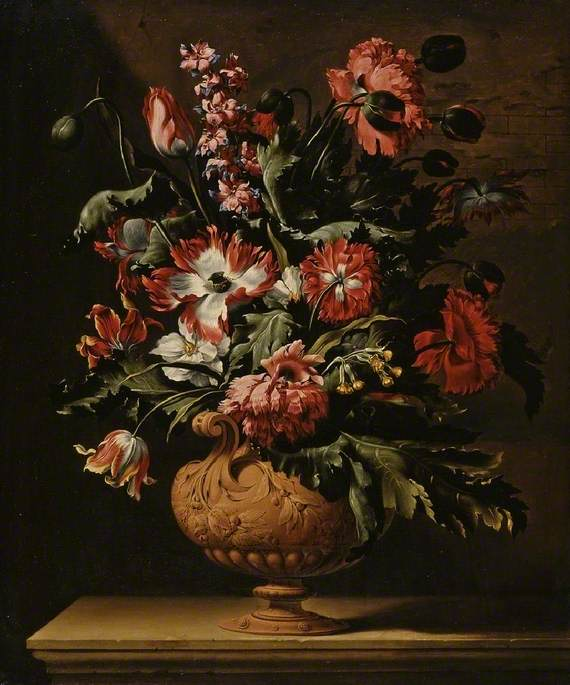
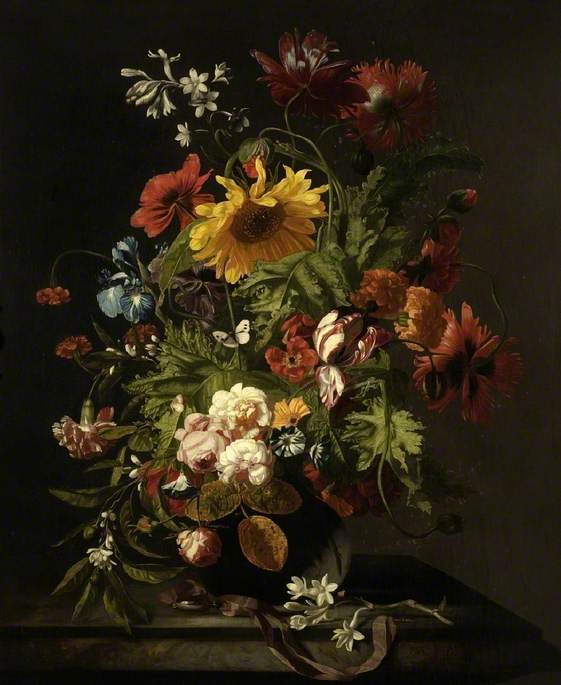
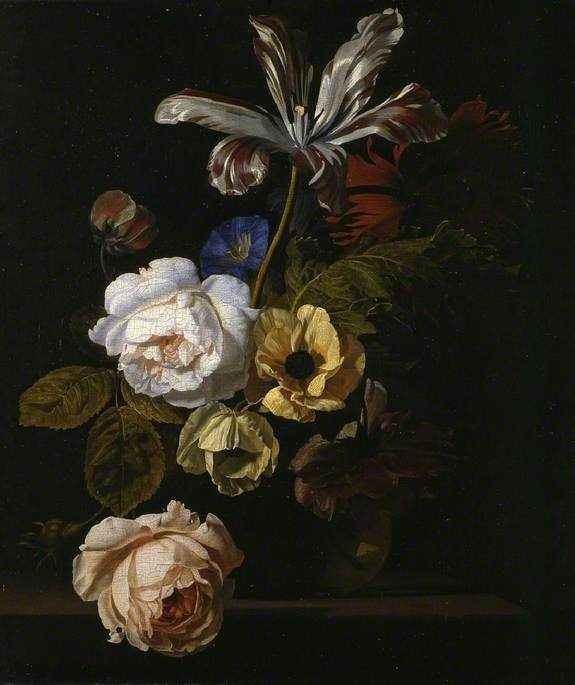
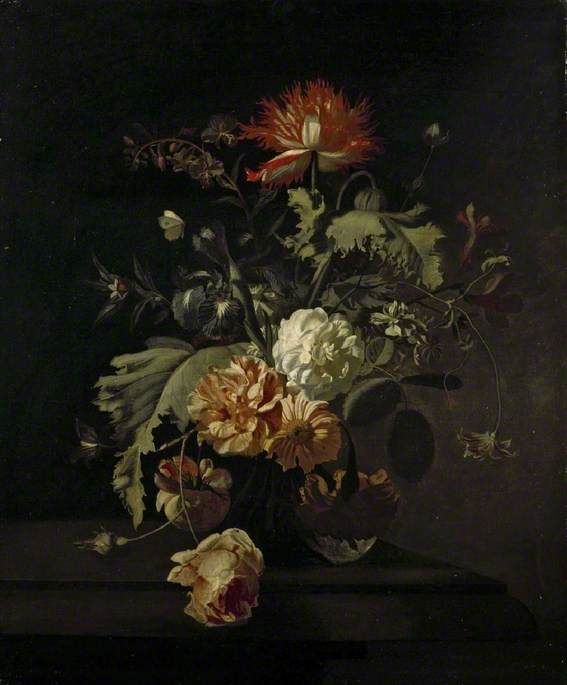
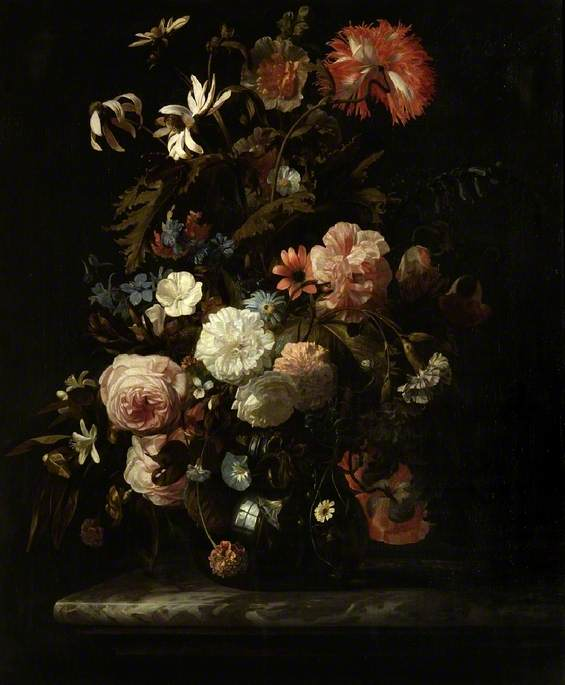
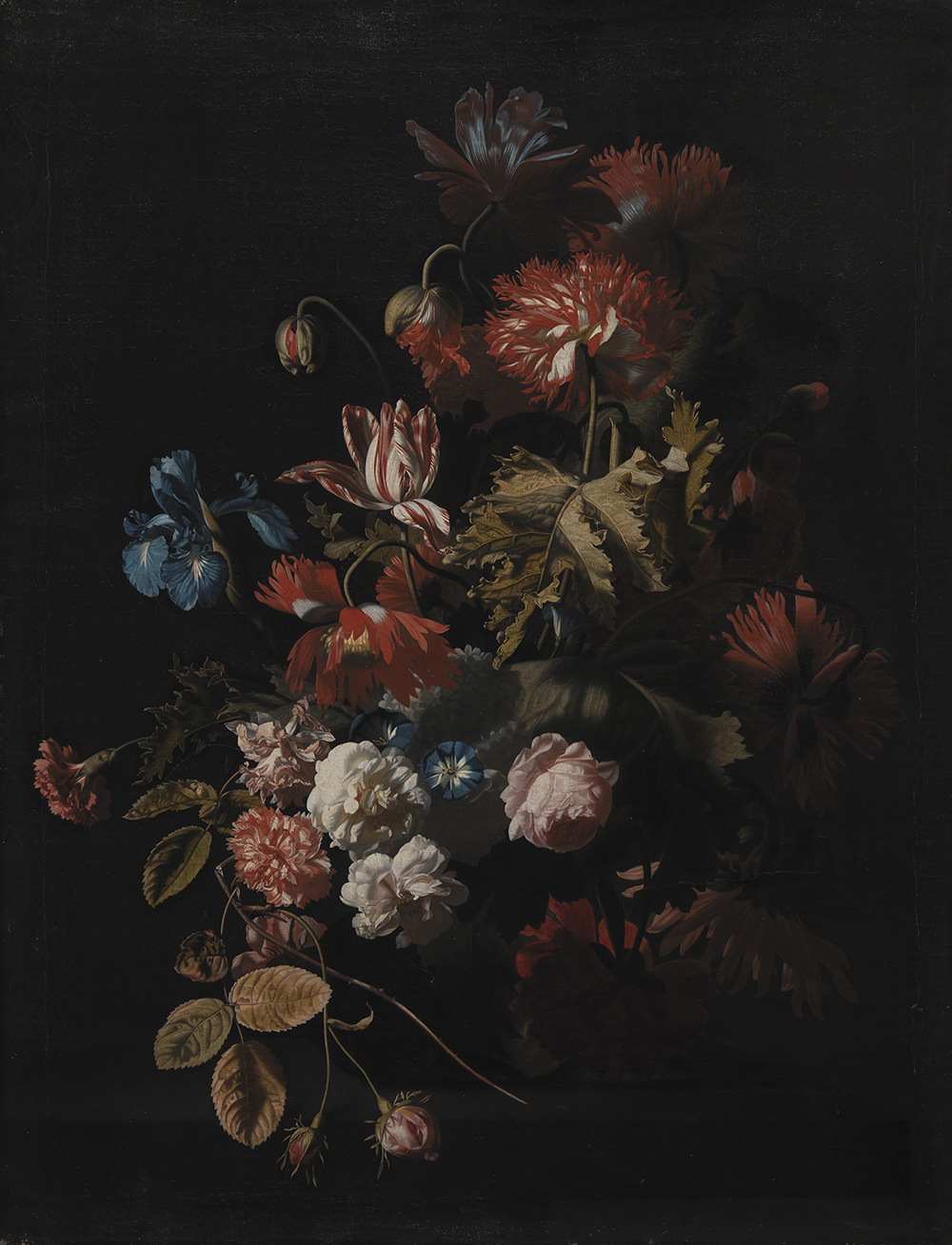
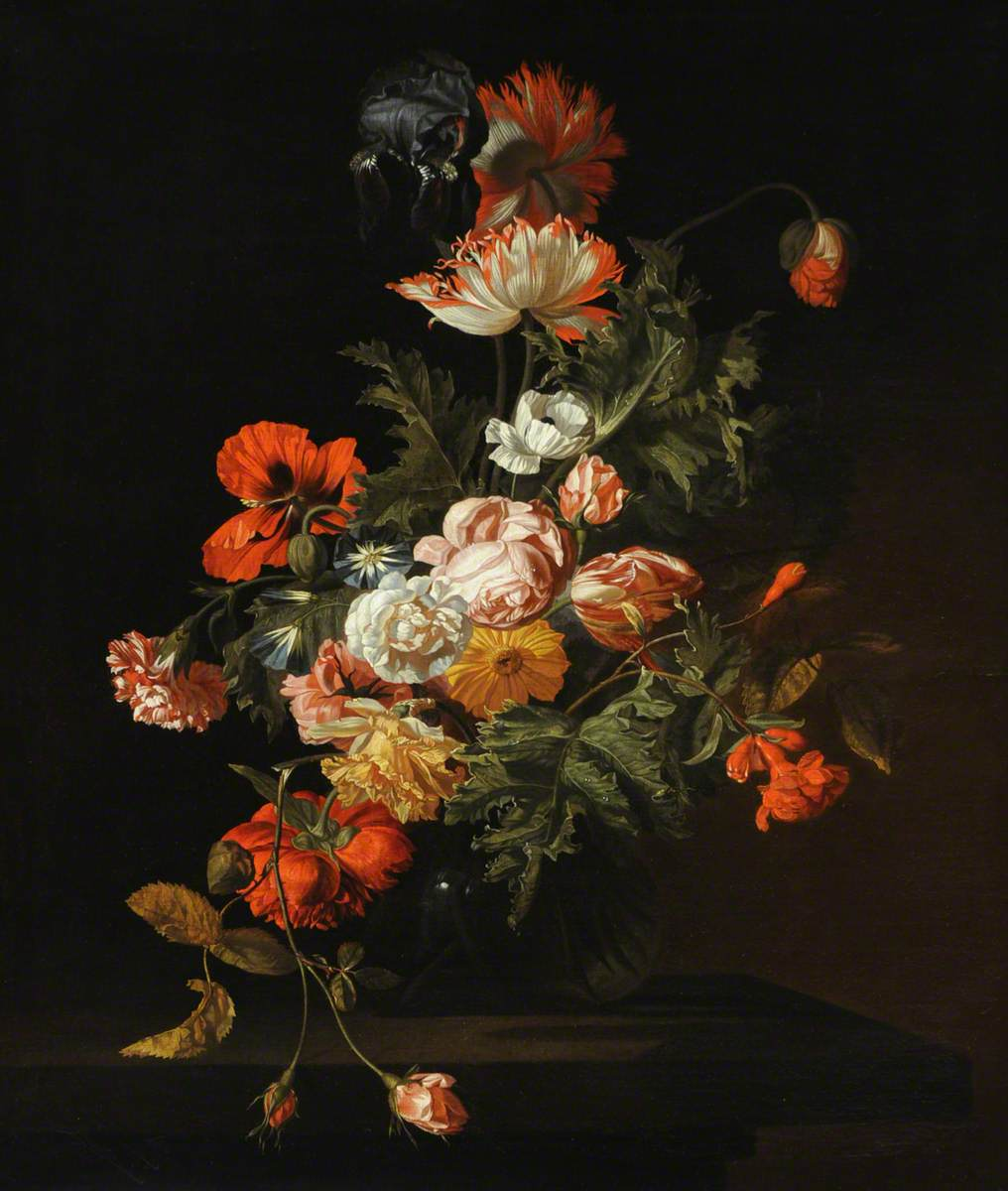
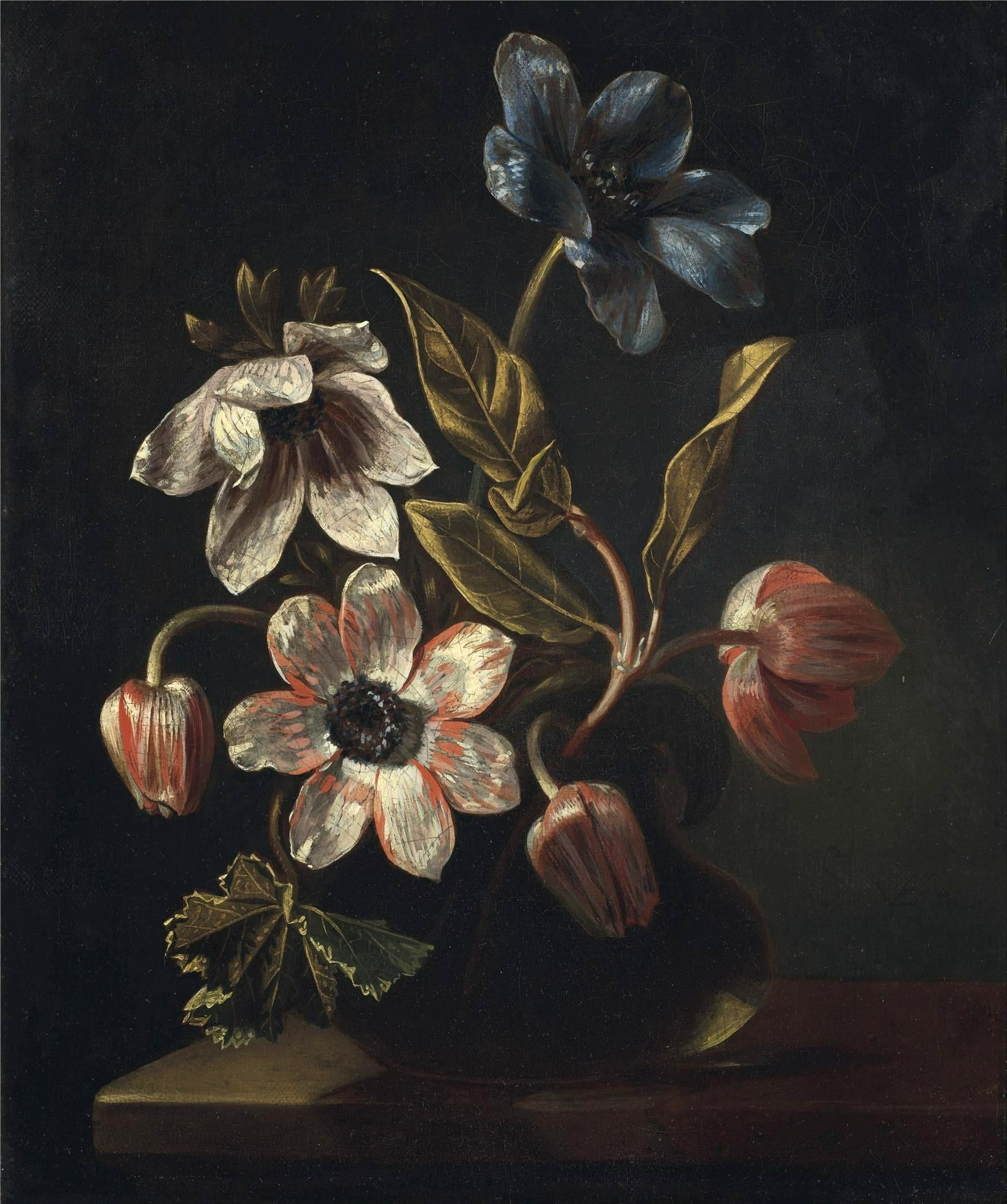